# Nikolskoje (obwód amurski)
Nikolskoje (ros. Никольское) – wieś (ros. sieło) w południowo-wschodniej Rosji, terytorialnie i administracyjnie należąca do rejonu biełogorskiego, w obwodzie amurskim. 
Według danych statystycznych z 2016 roku wieś zamieszkiwało 1478 mieszkańców. 